# Elizabeth Sung
Elizabeth Fong Sung (Hong Kong, 14 de outubro de 1954 - Califórnia, 22 de maio de 2018) foi uma atriz e diretora americana.
De 1994 a 1996 apareceu na novela americana The Young and the Restless como Luan Volien.
Ela dirigiu o curta-metragem Requiem  que foi baseado em sua infância em Hong Kong e sua jornada para Nova York como uma estudante de balé.
Morreu aos 63 anos em 22 de maio de 2018, na cidade de Califórnia.

## Filmografia Selecionada
- Death Ring (1993)
- The Joy Luck Club (1993)
- The Young and the Restless (1994–96)
- Charmed (1998)
- Gotta Kick It Up! (2002)
- House MD(2005)
- Memoirs of A Geisha (2005)
- Ping Pong Playa (2007)
- Under the Knife (2008)
- The Suite Life on Deck (2009)

### Ligações Externas
- Elizabeth Sung. no IMDb.
- «Sítio oficial»
- Elizabeth Sung no Myspace
- Elizabeth Sung at ECI Global Talent Management